# إمكارطو
إمڭارطو هي قرية في إقليم سطات ضمن جهة الشاوية ورديغة بالغرب المغربي. كان مجموع عدد سكان الجماعة القروية امڭارطو 8.827 نسمة.(تعداد السكان الرسمي 2004)